# Tommy Tuberville
Tommy Tuberville, właśc. Thomas Hawley Tuberville (ur. 18 września 1954 w Camden) – amerykański trener futbolu amerykańskiego i polityk, senator Stanów Zjednoczonych ze stanu Alabama z ramienia Partii Republikańskiej.

## Biografia

### Kariera sportowa

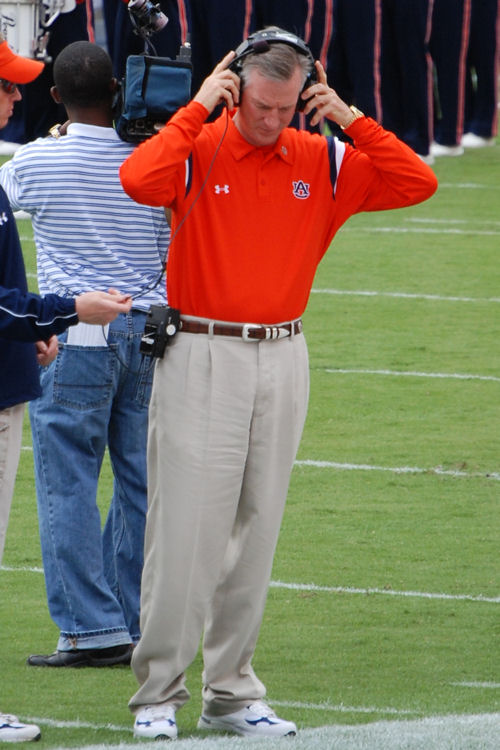
Thomas H. Tuberville jako trener Auburn Tigers

Studiował edukację na Southern Arkansas University. W młodości był zawodnikiem futbolu amerykańskiego, jednak jako gracz nie odniósł większych sukcesów. Po studiach rozpoczął pracę jako trener i asystent trenera drużyn futbolu amerykańskiego szkół średnich w rodzinnym Arkansas. W latach 1980–1984 był asystentem trenera Arkansas State University. Od 1986 do 1993 pracował na różnych stanowiskach trenerskich z drużyną Uniwersytetu Miami. W sezonie 1994 był koordynatorem defensywy zespołu Texas A&M University.
W 1995 po raz pierwszy został głównym trenerem drużyny uniwersyteckiej. Objął wówczas Ole Miss Rebels (zespół University of Mississippi), który prowadził przez cztery sezony, w 1997 zostając trenerem roku Southeastern Conference. Od 1998 do 2008 prowadził Auburn Tigers, drużynę reprezentującą Auburn University, odnosząc z nią sukcesy, w tym zdobywając mistrzostwo Southeastern Conference i przyznane przez kilka organizacji tytuły trenera roku.
W 2008 został analitykiem w stacjach telewizyjnych ESPN i ESPNU. W 2010 powrócił do pracy trenerskiej, obejmując zespoły Texas Tech University. W 2012 przeniósł się do reprezentacji Uniwersytetu w Cincinnati. Z drużynami obu uczelni odnosił sukcesy, na czele z mistrzostwem American Athletic Conference Football Championship Game wywalczonym przez zespół z Cincinnati.
W 2016 zakończył karierę trenerską jako jeden z 50 najbardziej utytułowanych trenerów futbolu amerykańskiego wszech czasów. W kolejnych latach pracował jako ekspert stacji ESPN.

### Kariera polityczna
W 2020, nie mając wcześniejszego doświadczenia w polityce, wystartował w prawyborach Partii Republikańskiej o prawo do ubiegania się o mandat senatora Stanów Zjednoczonych z Alabamy. Poparcia Tuberville'owi udzielił prezydent Donald Trump. W prawyborczym wyścigu Tuberville zdobył 333 890 głosów (60,7%), pokonując byłego senatora i prokuratora generalnego Stanów Zjednoczonych Jeffa Sessionsa.
W kampanii przed wyborami powszechnymi zapowiedział popieranie polityki Donalda Trumpa w realizacji konserwatywnych punktów programu, m.in. obniżania podatków. W wyborach powszechnych 3 listopada 2020 Tuberville pokonał dotychczasowego senatora z ramienia Partii Demokratycznej Douga Jonesa.

## Poglądy
Thomas H. Tuberville określa się jako chrześcijański konserwatysta. W kampanii do senatu zapowiedział pomoc weteranom, sprzeciw wobec mieszania się rządu federalnego w system edukacji, poparcie dla obniżenia podatków i wydatków rządu, walkę z nielegalną imigracją, sprzeciw wobec aborcji i poparcie dla prawa do posiadania broni. Wyraził również brak poparcia dla reformy systemu opieki zdrowotnej Obamacare.

## Życie prywatne
Jest synem weterana II wojny światowej Charles Tuberville'a i jego żony Olivii. Ma dwoje rodzeństwa. W 1991 ożenił się z Suzanne Fette. Małżeństwo doczekało się dwóch synów.